# François Durand-Dastès
Pour les articles homonymes, voir François Durand (homonymie) et Durand.
François Durand-Dastès né le 28 janvier 1931 à Tarbes et mort le 28 décembre 2021 à Paris, est un géographe français, spécialiste de l'Inde.

## Biographie
Né en 1931, agrégé, professeur de géographie à l'Université Paris 7, François Durand-Dastès travaille sur l'Inde depuis 1960. Ses thèmes de recherche sont les climats, la maîtrise de l'eau et l'industrialisation, mais ses publications ont également porté sur des questions de méthodologie et sur l'écologie des sociétés humaines.
En 1971, il est sollicité par la revue Total Information pour son expertise sur les questions de pollution et de climat. Il souligne le risque de réchauffement climatique que la combustion d'énergie fossile fait courir au climat. Cet article est cité par les historiens du climat  C. Bonneuil, P.-L. Choquet, B. Franta dans leur étude "Early warnings and emerging accountability: Total’s responses to global warming, 1971–2021" comme une preuve que des compagnies pétrolières comme Total connaissait de longue date la réalité de la menace de changement climatique associée à leur activité.
François Durand-Dastès fait partie du Groupe Dupont, association fondée en 1971 qui organise depuis 1976 un colloque international biennal appelé Géopoint. Parmi ses nombreuses collaborations scientifiques, on peut notamment relever celle, fructueuse, avec Olivier Dollfus.
François Durand-Dastès est resté un membre actif du laboratoire Géographie-cités jusqu'à son décès le 28 décembre 2021. Il a également participé aux comités de rédaction de diverses revues scientifiques (L'Espace géographique, Cybergeo, etc.).

## Parcours professionnel
- Professeur à l'Université Paris 7 de 1991 à 1999
- Maître de conférences à l'Université Paris 7 de 1970 à 1991
- Maître Assistant à l’Université de Paris de 1963 à 1970
- Assistant à l'Université de Paris de 1957 à 1963
- Professeur au Lycée Henri IV de Poitiers de 1954 à 1957

## Responsabilités académiques
- Membre élu Comité National du CNRS de 1984 à 1988
- Président de l'Association française pour le développement de la géographie de 1982 à 1986
- Responsable du département de géographie de l'Université Paris 7 de 1975 à 1981
- Directeur adjoint de l'Institut de géographie de 1968 à 1970

## Principaux ouvrages
- Asies nouvelles : Atlas de géopolitique, Belin, 2002 (sous la direction de Michel Foucher)
- Géographie de l'Inde, PUF collection 128 p., 1997.  (ISBN 978-2-13-048462-2)
- Géographie Universelle (sous la direction de Roger Brunet), Afrique du Nord, Moyen-Orient, Monde indien, avec Georges Mutin, Belin/Reclus, 1995
- L'Inde, La Documentation photographique, 1994
- Les Eaux douces : abondances, sécheresses et conflits, Rageot, 1992,  (ISBN 2-7002-1123-5)
- La Géographie de l'Inde, PUF, 1988
- L'effet régional : les composantes explicatives dans l'analyse spatiale, (avec Lena Sanders). GIP Reclus, 1985,  (ISBN 2-86912-004-4)
- Le Monde Indien, Larousse, 1979
- Système d'utilisation d'eau dans le monde, Paris, SEDES, 1977
- La zone chaude, (avec M Benchettrit, et J Cabot), Nathan, 1971
- Géographie des airs, PUF, 1969.
- Géographie de l'Inde, Presses Universitaires de France, 1965  (ISBN 978-2130368083)